# Cantó de Corbigny
El cantó de Corbigny és un cantó francès del departament del Nièvre, situat al districte de Clamecy. Té 15 municipis i el cap és Corbigny.

## Municipis
- Anthien
- Cervon
- Chaumot
- Chitry-les-Mines
- La Collancelle
- Corbigny
- Epiry
- Gâcogne
- Magny-Lormes
- Marigny-sur-Yonne
- Mhère
- Mouron-sur-Yonne
- Pazy
- Sardy-lès-Épiry
- Vauclaix

## Història
| Data d'elecció                           | Identitat        | Partit           | Qualitat |
| ---------------------------------------- | ---------------- | ---------------- | -------- |
| 1945-1967                                | Jehan Faulquier  | Divers droite    |          |
| 1967-1986                                | Noël Berrier     | SFIO, després PS |          |
| 1986-                                    | Jean-Paul Magnon | PS               |          |
| les dades anteriors no són pas conegudes |                  |                  |          |
|                                          |                  |                  |          |

## Demografia
| A partir de 1990: Població sense dobles comptes |